# Talicada assamica
Talicada assamica är en fjärilsart som beskrevs av Adalbert Seitz 1924. Talicada assamica ingår i släktet Talicada och familjen juvelvingar. Inga underarter finns listade i Catalogue of Life.